# 瓦伊魯魯蓬庫山
13°47′31″S 71°6′55″W / 13.79194°S 71.11528°W
瓦伊魯魯蓬庫山（Huayruro Punco），是秘魯的山峰，位於該國南部庫斯科大區的坎奇斯省，處於卡良加特山東南面、瓊皮山西南面、孔多爾圖科山和科梅爾科查山以北，屬於安第斯山脈中韋爾卡努塔山脈的一部分，海拔高度5,550米，